# Inji Aflatoun
Inji Aflatoun, (in arabo إنجي أفلاطون‎?, oppure "Angie Aflatun", "Ingi Afflatun"; firma: "Inji Efflatoun"), (il Cairo, 16 aprile 1924 – Il Cairo, 17 aprile 1989), è stata una pittrice e artista egiziana.
Inji Efflatoun (1924-1989) è considerata una delle più' importanti femministe arabe degli anni '40 e '50, pioniera dell'arte moderna egiziana, nonché' uno degli artisti arabi  più' famosi del XX secolo.

## Biografia
Nasce in una famiglia aristocratica e francofona,  frequenta le prestigiose scuole Collège du Sacré Coeur e Lycée Français, in cui scopre il suo amore per la letteratura e la politica.  Nei primi anni '40, inizia ad appassionarsi al surrealismo  ed al cubismo  frequentando le lezioni d'arte di Kamel El Timisani, il fondatore del movimento surrealista egiziano  "Arte e Libertà' ". Il suo impegno politico diventa sempre più evidente verso la fine degli anni '40, periodo in cui scrive "Thamanun milyun imraa ma'ana (Otto milioni di donne con noi)" nel 1948 e "Nahnu al nisa al misriyyat (Noi siamo le donne egiziane)" nel 1949, diventando un esponente fondamentale del femminismo progressista egiziano.  Nel 1959, durante il periodo repressivo di Nasser, viene arrestata e rimarrà' in carcere fino 1963. In carcere dipinge una grande quantità' di opere e dopo la scarcerazione sara' l'arte il suo interesse maggiore.  Durante la sua carriera artistica partecipa a molte mostre prestigiose tra cui la Biennale di Venezia del 1952 e la Biennale di San Paolo nel 1956.